# Ambassade de France au Luxembourg
L'ambassade de France au Luxembourg est la représentation diplomatique de la République française auprès du  grand-duché de Luxembourg. Elle est située à Luxembourg, la capitale du pays, et son ambassadrice est, depuis 2021, Claire Lignières-Counathe (d).

## Ambassade

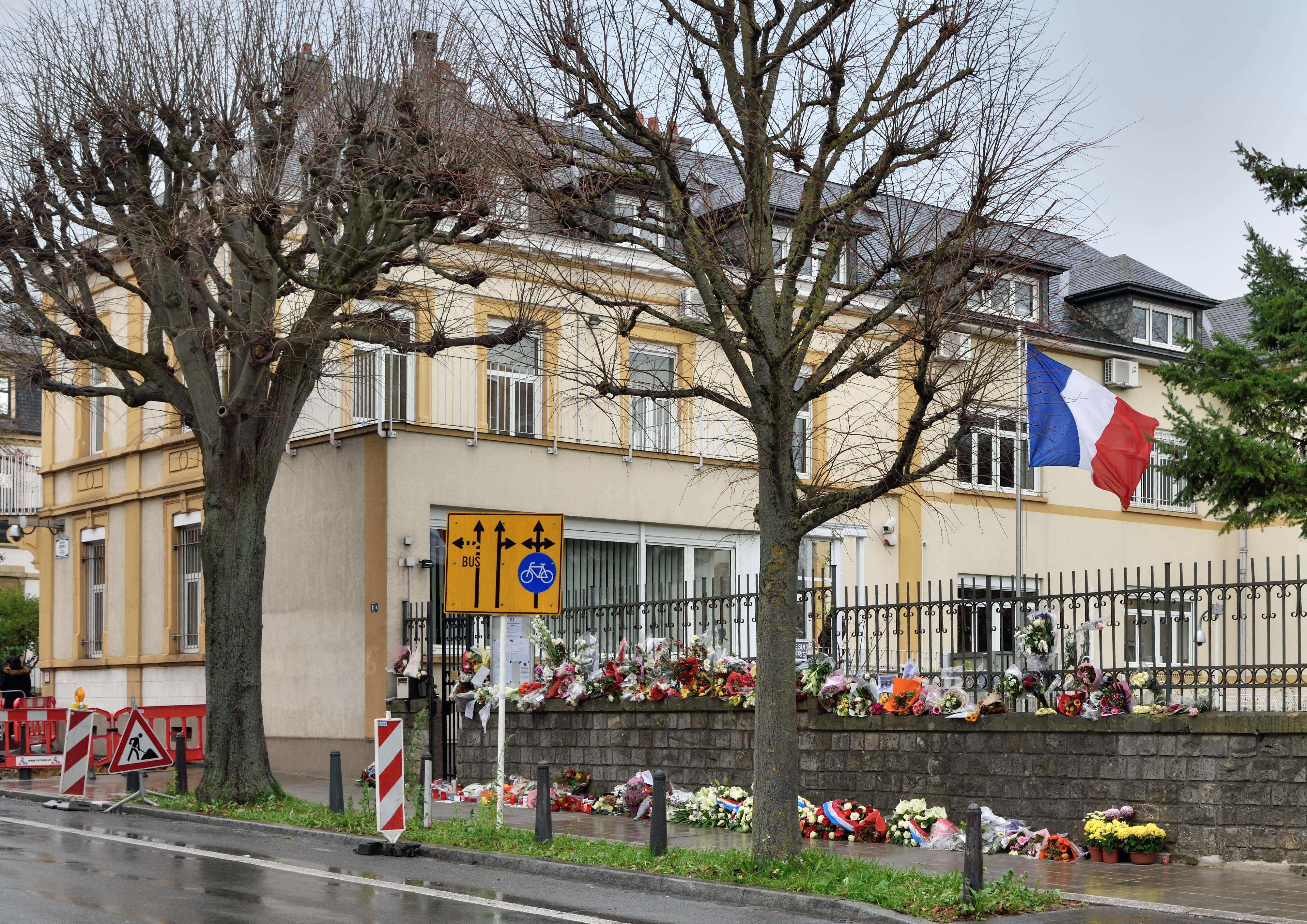
Ambassade de France au Luxembourg.

L'ambassade est située à l'angle de la rue Notre-Dame et de la rue Chimay, au centre-ville. Le bâtiment administratif est situé à l'angle du boulevard Joseph II et de l'avenue Monterey, à Luxembourg, à proximité de la Villa Louvigny et à l'extrémité du Parc Edmund Klein. L'ambassade accueille aussi une section consulaire.

## Ambassadeurs de France au Luxembourg
| De   | À    | Ambassadeur                            |
| ---- | ---- | -------------------------------------- |
| 1942 | 1945 | Maurice Dejean                         |
| 1945 | 1946 | Armand de Blanquet du Chayla           |
| 1946 | 1957 | Pierre Saffroy                         |
| 1957 | 1962 | Édouard-Félix Guyon                    |
| 1962 | 1964 | Jean Vyau de Lagarde                   |
| 1964 | 1969 | Jacques-Émile Paris                    |
| 1969 | 1971 | Renaud Sivan                           |
| 1971 | 1973 | Gérard Raoul-Duval                     |
| 1973 | 1975 | Robert Luc                             |
| 1975 | 1978 | Marie-Madeleine Dienesch               |
| 1978 | 1982 | Camille d'Ornano                       |
| 1982 | 1985 | Jean Meadmore                          |
| 1985 | 1987 | Marie-Thérèse de Corbie                |
| 1987 | 1989 | Jacques Posier                         |
| 1989 | 1993 | Gérard Julienne                        |
| 1993 | 1995 | Jacques Humann                         |
| 1995 | 1998 | Jacques Leclerc                        |
| 1998 | 2002 | Jane Debenest                          |
| 2002 | 2004 | Pierre Garrigue-Guyonnaud              |
| 2004 | 2007 | Bernard Pottier                        |
| 2007 | 2011 | Charles de Bancalis de Maurel d'Aragon |
| 2011 | 2012 | Jean-François Terral                   |
| 2012 | 2017 | Guy Yelda (d)                          |
| 2017 | 2021 | Bruno Perdu (d)                        |
| 2021 | auj. | Claire Lignières-Counathe (d)          |

## Consulats

### Communauté française
Le nombre de Français établis au Luxembourg est estimé à environ 34 000 auxquels s'ajoutent les 78 000 frontaliers français qui viennent travailler dans le pays. Au 31 décembre 2016, 34 839 sont inscrits sur les registres consulaires. Entre 1 800 et 2 000 Français travaillent dans les institutions européennes basées au Luxembourg.
| 2001   | 2002   | 2003   | 2004   |
| ------ | ------ | ------ | ------ |
| 15 940 | 17 804 | 19 673 | 20 946 |

| 2005   | 2006   | 2007   | 2008   |
| ------ | ------ | ------ | ------ |
| 21 714 | 22 981 | 23 854 | 24 809 |

| 2009   | 2010   | 2011   | 2012   |
| ------ | ------ | ------ | ------ |
| 25 385 | 26 136 | 28 720 | 30 352 |

| 2013   | 2014   | 2015   | 2016   |
| ------ | ------ | ------ | ------ |
| 32 575 | 33 378 | 33 362 | 34 839 |

### Circonscriptions électorales
Depuis la loi du 22 juillet 2013 réformant la représentation des Français établis hors de France avec la mise en place de conseils consulaires au sein des missions diplomatiques, les ressortissants français du Luxembourg élisent pour six ans cinq conseillers consulaires. Ces derniers ont trois rôles : 
1. ils sont des élus de proximité pour les Français de l'étranger ;
2. ils appartiennent à l'une des quinze circonscriptions qui élisent en leur sein les membres de l'Assemblée des Français de l'étranger ;
3. ils intègrent le collège électoral qui élit les sénateurs représentant les Français établis hors de France. Afin de respecter la représentativité démographique, deux délégués consulaires sont élus pour compléter ce collège électoral.

Pour l'élection à l'Assemblée des Français de l'étranger, le Luxembourg représentait jusqu'en 2014 une circonscription électorale et attribuait un siège. Le Luxembourg appartient désormais à la circonscription électorale « Benelux » dont le chef-lieu est Bruxelles et qui désigne six de ses 19 conseillers consulaires pour siéger parmi les 90 membres de l'Assemblée des Français de l'étranger.
Pour l'élection des députés des Français de l’étranger, le Luxembourg dépend de la 4e circonscription.